# جو ويليس
جو ويليس (بالإنجليزية: Joe Willis)‏ (10 أغسطس 1988 بسانت لويس في الولايات المتحدة - ) هو لاعب كرة قدم أمريكي في مركز حراسة المرمى. لعب مع دي.سي. يونايتد وهيوستن دينامو وريتشموند كيكرز وReal Colorado Foxes ‏.

## وصلات خارجية
- جو ويليس على موقع الدوري الأمريكي (الإنجليزية)
- جو ويليس على موقع قاعدة بيانات كرة القدم.إي يو (الإنجليزية)
- جو ويليس على موقع Soccerbase.com (لاعب) (الإنجليزية)
- جو ويليس على موقع Soccerway.com (الإنجليزية)
- جو ويليس على موقع عالم كرة القدم.نت (الإنجليزية)
- جو ويليس على موقع AS.com (الإسبانية)